# Ruper Ordorika
Ruper Ordorika (* 16. August 1956 in Oñati, Baskenland, Spanien) ist ein baskischer Singer-Songwriter. Er zählt zu den einflussreichsten Musikern in der Wiederbelebung der baskischen Musik. Er war Mitglied der literarischen Gruppe Pott, zu der unter anderem auch Joseba Sarrionandia, Bernardo Atxaga, Jon Juaritsi und Manu Ertzilla zählen.

## Leben
Ordorika studierte zunächst Spanische Philologie, jedoch brach er sein Studium ab, um in seine Heimat Oñati zurückzukehren und sich der Literatur und Musik zu widmen. 1980 brachte Ordorika sein erstes Album Hautsi heraus, worauf 1983 Ni ez naiz Norruegako errege und 1985 Bihotzerreak folgten. Seine Alben werden dem Rock zugeschrieben, in einigen Werken sind auch die Einflüsse traditioneller baskischer Musik und sogenannte „ethnic“ zu erkennen. Die meisten seiner Texte hat Ordorika selbst verfasst, oder sie wurden von Bernardo Atxaga, Joseba Sarrionandia oder Jose Mari Iturralde geschrieben.
Neben seinen eigenen Liedern verfasste Ordorika auch die Musik des Theaterstückes Henry Bengoa Inventarium, ein literarisches Spektakel, an dem auch Bernardo Atxaga und Jose Mari Iturralde beteiligt waren. Neben seiner Arbeit in der literarischen Gruppe Pott schrieb Ordorika auch für die Zeitungen Pott und Anaitasuna, war Produzent und Mitarbeiter von Rock-Bands, wie z. B. Hertzainak, und übersetzte Werke wie John Steinbecks Die Perle ins Baskische.

## Hiru Truku
Hiru Truku ist eine baskische Band, bestehend aus Ruper Ordorika, Josba Tapia und Bixente Martinez. Die Gruppe machte sich zum Ziel, traditionelle baskische Musik wieder aufleben zu lassen, indem sie britischer Volksmusik ihre persönliche Note verpassten.
Ihr erstes Album Hiru Truku erschien 1994, Hiru Truku II im Jahre 1997. Beide Alben entstanden auf der Grundlage der Folklore aus der baskischen Provinz Biscaya. 2004 brachten sie ihr drittes Album unter dem Titel Nafarroako Kantu Zaharrak heraus, welches sich an der Folklore aus Navarra orientierte.

## Diskografie

### Studioalben
- Hautsi da anphora (Xoxoa-Elkar, 1980)
- Ni ez naiz Norruegako errege (Elkar, 1983)
- Bihotzerreak (Elkar, 1985)
- Ez da posible (Gasa-Wea, 1990)
- Bilduma bat (Elkar, 1992)
- Ruper Ordorika & Mugalaris (Eman Bakia, 1992)
- So'ik so (Nuevos Medios, 1995)
- Dabilen harria (Nuevos Medios, 1998)
- Gaur (Esan Ozenki, 2000)
- Hurrengo goizean (Metak, 2001)
- Ruper Ordorika (Nuevos Medios, 2002)
- Kantuok jartzen ditut (Metak, 2003)
- Memoriaren mapan (Elkar, 2006)
- Hamar t'erdietan (Elkar, 2008)
- Haizea garizumakoa (Elkar, 2009)
- Hodeien azpian (Elkar, 2011)
- Azukre koxkorrak (Elkar, 2013)
- Lurrean etzanda (Elkar, 2014)
- Guria ostatuan (Elkar, 2016)
- Bakarka (Elkar, 2018)
- Kafe Antzokian (Elkar, 2019)
- Amour et toujours (Elkar, 2021)

### Alben mitHiru Truku
- Hiru Truku (Nuevos Medios, 1994)
- Hiru Truku II (Nuevos Medios, 1997)
- Nafarroako Kantu Zaharrak (Metak, 2004)